# Gösslunda
Gösslunda är kyrkbyn i Gösslunda socken på norra Kålland i Lidköpings kommun. Antalet invånare är  mindre än 50 personer. Sevärdheter är Gösslunda kyrka från medeltiden.